# Phyllotreta randoniae
Phyllotreta randoniae es una especie de insecto coleóptero de la familia Chrysomelidae. Fue descrita científicamente en 1920 por Peyerimhoff.